# Битки безброй
Битки безброй (на английски: Fighting Fantasy) е поредица книги-игри, създадена от Иън Ливингстън и Стив Джаксън в началото на 80-те години на XX век.
Поредицата е известна със специфичните си дневници, методи на сражения и елементи взети от ролевите игри. Нейно мото е слоганът „Книга, в която героят си ти“. Множеството от изданията се развиват във фентъзи светове, но не липсват и такива книги-игри с научно-фантастични, пост-апокалиптични, супергерои и хорър елементи. Популярността на поредицата довежда до там, че се произвеждат всякакъв вид мърчандайз от поредицата – играчки, видео игри, бордови игри, ролеви игри, списания, комикси, новели и други.
През 1995 година издателството „Пъфин“ прекратява издаването на поредицата, но между 2002 и 2012 година „Уизърд Буукс“ започва да ги преиздава, като добавя и нови заглавия в каталога си. Правата за поредицата са придобити от „Схоластик“ през 2017 година, която продължава издаването им и към 2025 година.

## Битки Безброй на български
В България поредицата започва да се издава от издателство „Селекта“ като „Битки безброй“ и между 1992 и 1999 година публикуват 14 заглавия. Издателство „Хермес“ издава поредицата „Магьосничества!“. През 2014 година Сдружение „Книги-игри“ издава „Кръвта на зомбитата“, а от 2021 година „Гени-Джи“ издава няколко заглавия от поредицата, като най-значимо е „Кристал от Бури“ на Риана Пратчет (дъщеря на Тери Пратчет).
СЕЛЕКТА:

„Звездолетът скитник“ (1992, #4)

„Гората на обречените“ (1993, #3)

„Магьосникът от огнената планина“ (1993, #1)

„Леговището на снежната кралица“ (1994, #9)

„Градът на крадците“ (1995, #5)

„Мечът на самурая“ (1995, #20)

„Храмът на ужасите“ (1995, #14)

„Боец на колела“ (1996, #13)

„Демони от дълбините“ (1996, #19)

„Командир на роботи“ (1997, #22)

„Космически убиец“ (1997, #12)

„Талисман на смъртта“ (1998, #11)

„Смъртоносен лабиринт“ (1998, #6)

„Изпитание за шампиони“ (1999, #21)

ХЕРМЕС:

„Планините Шамутанти“ (1995, #1)

„Пристанището на клопките“ (1995, #2)

„Седемте дракона“ (1996, #3)

„Кралската корона“ (1996, #4)

СКИ:

„Кръвта на зомбитата“ (1992, #N/A)

ГЕНИ-ДЖИ:

„Пристанището на гибелта“ (2021, #6)

„Асасините от Алансия“ (2022, #15)

„Къща от Ада“ (2022, #10)